# Mirian Cortés
Myriam de las Mercedes Cortés Diéguez (Orense, 20 de agosto de 1964) es una canonista española, catedrática de Derecho Eclesiástico del Estado. Ha sido Rectora de la Universidad Pontificia de Salamanca (2015-2023).

## Biografía
Nacida en Orense. Realizó la licenciatura en Derecho en la Universidad de Santiago de Compostela, y posteriormente la Licenciatura en Derecho Canónico, con Premio Extraordinario (1994), y el doctorado (1998), también con Premio Extraordinario, en la Universidad Pontificia de Salamanca. 
Desde 2008 es Catedrática de Derecho Eclesiástico del Estado en la Universidad Pontificia de Salamanca, y profesora en las Facultades de Derecho Canónico y Teología. Fue decana de Derecho Canónico dos mandatos (2004-2010), y Secretaria General de la Pontificia de Salamanca (2011-2013). El 27 de agosto de 2015 fue nombrada rectora de la Universidad Pontificia de Salamanca por la Congregación para la Educación Católica de la Santa Sede, y en 2019 confirmada por la misma para un segundo cuatrienio.
Es autora de libros, manuales y más de medio centenar de artículos científicos, ponente en Simposios nacionales e internacionales, ha dirigido la Revista Española de Derecho Canónico, forma parte del consejo de dirección o asesor de diversas revistas especializadas, y forma parte de la comisión asesora técnica del Consejo Episcopal para los Asuntos Jurídicos de la Conferencia Episcopal Española.
Está casada y tiene cuatro hijos.